# Чо Син Хі
Чо Син Хі (18 січня 1984 , Асан (Південна Корея), Південний Чхунчхон  — 16 квітня 2007 , Блексбург, Вірджинія ) — корейський студент і вбивця 32 студентів в Політехнічному інституті і університеті штату Вірджинія, США. Як корейський емігрант він мешкав в США з вересня 1992 року і вивчав англійську літературу в університеті.

## Біографія
До еміграції родина Чо Син Хі мешкала в Сеулі, вони були дуже бідними і наймали квартиру у підвальному приміщенні. Сім'я емігрувала до США, коли Чо було 8 років. Разом з батьками і старшою сестрою вони спочатку мешкали недалеко від Вашингтона і мали приватний бізнес — хімчистку. Його старша сестра закінчила Принстонський університет і працювала в Держдепартаменті США. Після закінчення школи Чо почав навчання в Політехнічному Університеті Вірджинії. В університеті він вже був на останньому, четвертому курсі і його знали, як тихого, непривітного студента, який тримався осторонь інших, не мав друзів і спілкувався з іншими дуже мало. Тітка Чо пригадує, що батьки та лікарі мали підозру, що хлопець певно страждав на аутизм, тому що дуже мало спілкувався, навіть в сім'ї. Колишні однокласники Чо також пригадують, що через замкненість і сором'язливість в школі з нього сміялись та знущались. Студенти університету, які мешкали разом з ним у гуртожитку і вчилися на одному факультеті відмічали досить дивну поведінку Чо. Принаймні дві дівчини з університету скаржилися на переслідування з його боку, проти нього висували звинувачення у вчиненні підпалу, викладачка англійської мови скаржилася керівництву університету на сцени насильства і садизму в його творах з англійської мови. У 2005 р. Чо перебував дуже короткий час на обстеженні у психіатричній лікарні за підозрою, що він був психічно хворий і являв загрозу для себе та інших. Після обстеження йому були приписані антидепресанти і він був виписаний.

## Вбивства
Сумну славу Чо Син Хі здобув завдяки масовому вбивству, яке він скоїв 16 квітня 2007 року в Політехнічному Університеті Вірджинії. Правоохоронні органи вказують на те, що вбивця планував цей злочин заздалегідь. Чо придбав два пістолети та набої — перший пістолет 13 березня цього року, а другий у крамниці через інтернет за тиждень до скоєння злочину. Уся зброя була придбана з дотриманням законодавства штату Вірджинія. Деякі вважають причиною вбивств ревнощі по відношенню до дівчини, яка йому відмовила, а також злоба на навколишнє багате оточення, яке він звинувачував в розбещенні та спонуканні його на злочин. Чо також зняв відео та декілька фото на яких він пояснював свої причини вбивств:
| Ліві лапки | Я не мусив це робити. Я міг просто піти. Я міг втекти. Але ні, я більше не бігтиму. (...) У вас було сто мільярдів шансів запобігти тому, що сталося сьогодні... Але ви вирішили пролити мою кров. Ви загнали мене в глухий кут і залишили мені тільки один вихід. Це було ваше рішення. Тепер ви маєте кров на руках і її ніколи не змити . | Праві лапки |

Вбивства почалися о 07:15 ранку, коли Чо вбив спочатку двох студентів в гуртожитку. Вважається, що ними були дівчина до якої він ревнував, а також її товариш. Після цих вбивств за дві години він відіслав поштою вже підготовлений пакет з листами та відео до американської телекомпанії NBC, знову озброївся та повернувся до університету щоб закінчити сплановану серію вбивств. Перейшовши о 9:45 до навчальних корпусів університету він почав стрілянину в аудиторіях, де йшли заняття, вбив ще 30 студентів і поранив 29 інших. Всього Чо зробив близько 225 пострілів з двох пістолетів, усі жертви мали по два-три вогнепальні поранення. Під час вбивств на його руці червоним чорнилом був написаний псевдонім, який він вживав раніше — Ішмаел Екс. Коли корпус університету почали штурмувати спецпідрозділи поліції він покінчив життя самогубством пострілом в голову.